# Hillsdale (New York)
Hillsdale è un comune degli Stati Uniti d'America, situato nello Stato di New York, nella contea di Columbia.